# ادموندزلی
ادموندزلی (به انگلیسی: Edmondsley) یک روستا و محله مدنی در بریتانیا است که در County Durham واقع شده‌است. ادموندزلی ۵۴۳ نفر جمعیت دارد.